# Cinetochilidae
Famille
Les Cinetochilidae sont une famille de Ciliés de la classe des Oligohymenophorea et de l’ordre des Hymenostomatida.

## Étymologie
Le nom de la famille vient du genre type Cinetochilum, dérivé du grec κινετα / kineta, « mouvement », et χειλ / cheil, « lèvre », probablement en référence au « péristome avec une membrane vibrante postérieure débouchant dans la bouche ».

## Description
Les Cinetochilidae ont une taille, très petite (<< 80 μm) à petite (< 80 μm) ; une forme, ovoïde à ellipsoïde, généralement aplatie, ressemblant parfois beaucoup à un gant de baseball. Ils vivent en natation libre. Leur ciliation somatique est clairsemée, limitée à la surface ventrale avec un ou plusieurs longs cils caudaux. La zone buccale est relativement grande, médio-ventrale, avec une paroi nervurée prononcée. Dans la stomatogenèse, les polykinétides oraux 2 et 3 proviennent de scutica ou de vestige de scutica.
Leur macronoyau est globulaire à ellipsoïde. Un micronoyau est présent, ainsi que des vacuoles contractiles. Le cytoprocte (anus) occupe toute la zone méridienne de la surface ventrale raccourcie chez certaines espèces. Ils se nourrissant de bactéries et de petits protistes.

## Habitat
Les Cinetochilidae vivent principalement dans des habitats d'eau douce et terrestres ; ils sont également répandus dans des habitats d’eau saumâtres ou marines, mais avec moins d'espèces.

## Liste des genres
Selon GBIF (17 septembre 2023) :
- Cinetochilum Perty, 1849 genre type[4]
  - Genre synonyme : Cyclidium O.F. Müller, 1773 pro parte
  - Espèce type : Cinetochilum margaritaceum (Ehrenberg, 1831) Perty, 1849
  - Espèce synonyme : Cyclidium margaritaceum Ehrenberg, 1831
- Platynema Kahl, 1931
- Platynematum Foissner, Berger & Kohmann, 1994
- Pseudoplatynematum Bock, 1952
- Saprophilus Stokes, 1887
- Sathrophilus Corliss, 1960
- Sphenostomella Jankowski, 1985
- Sphenostomella Yankovskij, 1980

Selon Lynn (2010) :
- Cinetochilum Perty, 1849
- Cinetozona Olmo, Tellez, & Esteban, 1998
- Platynematum Foissner, Berger & Kohmann, 1994
- Pseudocinetochilum Obolkina, 1995
- Pseudoplatynematum Bock, 1952
- Sathrophilus Corliss, 1960
- Sphenostomella Jankowski, 1980

## Systématique
Le nom valide de ce taxon est Cinetochilidae Perty, 1852.